# Doktorka (usedlost)
Doktorka je zaniklá usedlost v Praze na Smíchově v ulici Radlická; její čp. není známé.

## Historie
Počátkem 17. století vlastnil usedlost Jan Libertýn. Pro účast na stavovském odboji roku 1618 mu byl zkonfiskován majetek včetně smíchovské usedlosti. Dvůr získal zemský chirurg Izaiáš Haan z Hanenštějna, po kterém získala název. Zanikla před rokem 1840.